# Kuranda Koala Gardens
Kuranda Koala Gardens is een dierentuin in Kuranda in de Australische deelstaat Queensland. De dierentuin richt zich op inheemse diersoorten.

## Beschrijving
Kuranda Koala Gardens is een kleine dierentuin, gelegen naast Birdworld Kuranda aan de Heritage Market van Kuranda. Centraal in de tuin ligt een grote vijver waarin zoetwaterkrokodillen worden gehouden. Rondom liggen verblijven voor verschillende kangoeroe-achtigen, koala's en wombats. Daarnaast is er een nachtdierenhuis en zijn er enkele terraria voor reptielen en kikkers. Tot de collectie van Kuranda Koala Gardens behoren onder meer de mahoniesuikereekhoorn en de noordelijke ratkangoeroe, twee bedreigde soorten die alleen in tropisch Queensland voorkomen. Bezoekers kunnen tegen bijbetaling met een koala op de foto.